# 1134
1134 (MCXXXIV) je bilo navadno leto, ki se je po julijanskem koledarju začelo na ponedeljek.

## Dogodki

### Evropa

#### Skandinavija
- 4. junij - Bitka pri Foteviku: hud poraz danskega kralja Nielsa in njegovega sina Magnusa Močnega proti uporniški vojski Erika Emuneja. Kraljeva stran utrpi hude izgube med duhovščino in plemstvom, med ostalimi je v boju ubit tudi kraljev sin Magnus Močni. Kralju uspe pobegniti, a večina spremstva je ujetega.↓
- 25. junij → Danski kralj Niels poskuša najti zavetje pri rimsko-nemškem cesarju Lotarju III., vendar je umorjen v Schlieswigu, kjer ga linča ljudstvo zaradi umora schlieswiškega vojvode in kronskega princa Knuta Lavarda pred tremi leti.↓
- → Zmagovalec uporniške vojske Erik II. Emune postane novi danski kralj.
- 9. avgust - Bitka pri Färlevu: norveški kralj Magnus IV. premaga sokralja in strica Haralda Gilleja, ki pobegne na Dansko. 1135 ↔

#### Rekonkvista
- avgust - Bitka pri Fragi: hud poraz aragonske vojske pod vodstvom kralja Alfonza I. proti Almoravidom. Aragonsko plemstvo utrpi hude izgube, kralju, verjetno ranjenemu, uspe zbežati v Zaragozo.
- 8. september - Dvajset dni po bitki pri Fragi umre argonski kralj Alfonz I. (el Batallador). Ker Alfonz I. ni zapustil otrok, dednino pa zapustil vojaškim redovom, nastopi težavno obdobje iskanja naslednika. ↓
- → Kraljevini Aragon in Navarra, do tega leta v personalni uniji, se ločita. Aragon prevzame Alfonzov brat Ramiro II., ki pa je kot zaprisežen menih neprimeren za vladarja. Neodvisnost Navarre obnovi Garcija Ramirez, potomec minulih navarrskih kraljev.

#### Ostalo po Evropi
- Študenta na Univerzi v Parizu Robert iz Kettona in Herman Koroški se po koncu študija podata na romarsko in študijsko potovanje iz Pariza preko Konstantinopla v Sveto deželo. Oba se vešče izobrazita v arabščini in o arabski znanosti.
- Po smrti vikonta Emerika II. Narbonnskega v bitki pri Fragi prevzame nadzor v vikontstvu Narbonne touluški vojvoda Alfonz Jordan in se sam postavi za regenta mladoletne vikontese, Emerikove hčerke Ermengarde.
- Ustanovitev plemiške linije Branderburških: cesarjev podpornik Albert Medved dobi v fevd pribaltsko Severno marko (Nordmark).
- Eldred iz Hexhama postane novic opatije Rievaulx, Yorkshire, Anglija.
- Uničujoč požar v Chartresu, Francija.↓
- → Požar huje poškoduje baziliko Saint-Denis, Pariz, kar da priložnost za temeljito prenovo s prvimi arhitekturnimi motivi in rešitvami, ki predstavljajo začetek gotike.
- Papež Inocenc II. obsodi pridigarja Henika iz Lausanne na dosmrtni pripor. S svojo karizmo in puritanstvom je po mnenju cerkvenih oblasti nevarno vplival na množice.
- Orkansko neurje na holandski obali Severnega morja botruje nastanku Zeelanda.

### Azija
- Grof Jaffe Hugo II. Le Puiset se spre z jeruzalemskim kraljem Fulkom. Sprva poltični spor preraste v odprt spopad, ko se Hugo posluži pomoči fatimidske postojanke. Kralj Fulk poraženega grofa obsodi na tri leta izgona, vendar Hugo umre še isto leto .
- Abasidski kalif Al-Mustaršid podeli investituro seldžuškega velikega sultana Ghiyath ad-Din Mas'udu, sinu Mehmeda Taparja. Kljub nazivu Velikega sultana je njegova moč razmeroma šibka.
- Vojska Kitanov iz propadlega kitajskega cesarstva Liao zavzamejo prestolnico Karahanidskega kanata in osnujejo nov Karakitanski kanat. Vojsko močno okrepijo kitanski najmeniki, ki so služili na dvoru Karahanidov. 1141 ↔
- Kitajski inženir pod dinastijo Song Wu Ge konstruira vojne ladje, ki jih poganjajo vodna kolesa.

## Rojstva
- Basava, indijski šivaistični filozof in socialni reformator († 1196)
- Godfrej Nanteški, grof Nantesa, brat angleškega kralja Henrika II. († 1158)
- Harald Maddadsson, norveški grof Orkneyja († 1206)
- Jesugej, vladar Hamag Mongol († 1171)
- Rajmond V., touluški grof († 1194)
- Sančo III., kralj Kastilije in Toleda († 1158)
- Sverker I., švedski kralj († 1156)

## Smrti
- 9. februar - cesar Taizong, dinastija Jin (* 1075)
- 10. februar - Robert Curthose, normandijski vojvoda, križar (* 1054)
- 28. marec - Štefan Harding, angleški opat, svetnik, ustanovitelj cisterjanov
- 4. junij - Magnus I., švedski kralj (* 1106)
- 6. junij - Norbert Xantenški, nadškof, svetnik, ustanovitelj premonstratencev (* 1080)
- 25. junij - Niels Danski, kralj (* 1064)
- 13. avgust - Irena Ogrska, bizantinska cesarica, soproga Ivana II. Komnena (* 1088)
- 7. september - Alfonz I., aragonski kralj (* 1073)
- 23. oktober - Abu al-Salt, andaluzijski učenjak, astronom (* 1068)
- Mary in Eliza Chulkhurst, angleški siamski dvojčici (* 1100)
- Hugo II. Le Puiset, grof Jaffe (* 1106)
- Ivan IX. Agapet, konstantinopelski patriarh
- Torgul, seldžuški sultan